# Anna Mouglalis
Anna Mouglalis (* 26. dubna 1978, Fréjus, Francie) je francouzská herečka s řecko-francouzskými kořeny.
Její otec je lékař, který pochází z Řecka, matka je Francouzka. V roce 2001 absolvovala studium herectví na Francouzské národní konzervatoři dramatických umění (Conservatoire national supérieur d'art dramatique – zkráceně CNSAD). Od roku 2002 se věnuje také kariéře modelky, kdy začala spolupracovat s Karlem Lagerfeledem při propagaci výrobků firmy Chanel.
Ve filmu hraje již od roku 1997. V roce 2009 ztvárnila hlavní úlohu Coco Chanel ve filmu Coco Chanel & Igor Stravinskij. Kromě francouzštiny hovoří plynně anglicky, italsky a španělsky, řecky prý rozumí jen omezeně.

## Osobní život
V roce 2007 se stala matkou, otcem jejího dítěte je francouzský scenárista a režisér Samuel Benchetrit.

## Filmografie
Film
- La Captive (2000)
- Sladká smrt (2000)
- Nový život (2002)
- Podivný zločin (2004)
- Kriminální román (2005)
- Vždycky jsem chtěl být gangster (2007)
- Coco Chanel & Igor Stravinskij (2009)
- Serge Gainsbourg: Heroický život (2010)
- Na mamuta! (2010)
- Polibek prokleté duše (2012)
- Žárlivost (2013)
- Úžasný mladík (2014)
- Un Voyage (2014)
- Anna (2015)
- Split (2016)
- The Most Assassinated Woman in the World (2018)

Televize
- Baron noir (2016)
- Aurore (2017)